# Rebelión de An Lushan
La Rebelión de An Lushan (chino tradicional: 安祿山之亂, chino simplificado: 安禄山之乱, pinyin: Ān Lùshān zhī luàn) fue una rebelión militar ocurrida en China durante la dinastía Tang, entre los años 755 y 763. Como su nombre indica, fue iniciada por An Lushan, un general que se autoproclamó emperador y fundó la efímera dinastía Yan. En chino, el término se utiliza frecuentemente para el momento inicial de la rebelión, ya que An Lushan falleció en el año 757, asesinado por su propio hijo An Qingshu, y la rebelión continuó bajo el liderazgo de Shi Siming, que asesinó a An Qingshu. Por ello, el nombre chino más habitual para la rebelión completa es Rebelión de An-Shi (安史之亂, 安史之乱, Ān Shǐ zhī luàn). También se la conoce como la Rebelión de Tianbao (天寶之亂, 天宝之乱, Tiānbǎo zhī luàn), por haber comenzado en el año 14 de la era de Tianbao, según la cronología tradicional china.
La rebelión abarcó el reinado de tres emperadores. El primer emperador, Xuanzong, hubo de abandonar con su corte la capital Chang'an y huyó hacia Sichuan. Durante la huida, sus militares le exigieron que ordenara matar a la famosa concubina Yang Guifei y al primo de ésta, Yang Guozhong. El emperador Suzong, hijo de Xuanzong, fue proclamado emperador por el ejército y los eunucos de la corte itinerante mientras que otro grupo de oficiales locales e ilustrados confucianos proclamaron otro príncipe en Jinling (actual Nankín).
La rebelión fue suprimida durante el reinado de Daizong por los generales Guo Ziyi (郭子儀) y Li Guangbi (李光弼). A pesar de resultar victoriosa contra la rebelión, la dinastía Tang se vio fuertemente debilitada por ella y en años sucesivos se vio afectada por el creciente poder de los jefes militares. El conflicto también dejó profundas consecuencias en la política exterior, la cual se volvió mucho más estricta y xenofóbica, contrastando con el carácter cosmopolita y receptivo de la primera mitad del periodo Tang.
Fue uno de los conflictos más destructivos y mortales de la historia china, con estimados que indican que casi un 50 % de la población total pereció en la guerra. El censo del 754 daba como resultado 52 880 488 habitantes, mientras que el del 764 daba alrededor de 16 900 000 (es decir, un descenso de 36 millones). Sin embargo, estos números no son totalmente aceptados en la actualidad. Algunos historiadores como  C. P. Fitzgerald han argumentado que las cifras no concuerdan con relatos contemporáneos de la guerra, además que, debido al caos en el Imperio y la decadencia de la autoridad central, no pueden ser considerados como fuentes fiables. Se estima que un cuarto de la población ya no vivía en el área de alcance de los censos, algo debido tanto a la decadencia de los Tang como a la pérdida de importantes territorios. En su obra Crónica definitiva de las 100 peores atrocidades de la Historia, Matthew White estima que el número de bajas reales pudo estar alrededor de los 13 millones.

## Cronología
755
- 16 de diciembre[5] – Inicia la rebelión. An Lushan moviliza su ejército y marcha hacia Fanyang.

756
- 18 de enero[6]– Caída de Luoyang. La capital oriental es capturada por los 200 000 hombres de An Lushan.
- 5 de febrero[6]– Proclamación de la dinastía Yan en Luoyang.
- Julio[7]– Caída de Chang'an, capital del Imperio. La ciudad es enormemente devastada. El emperador Xuanzong de Tang escapa.
- 12 de agosto[7] – Su Zong, hijo de Xuanzong, es proclamado emperador por sus tropas.
- Su Zong forma una alianza con el Califato abasí. Al-Mansur envía 4 000 fuerzas musulmanas.

757
- 29 de junio[6] – Asesinato de An Lushan. El general es traicionado por su hijo An Qingshu, quien se proclama emperador al día siguiente.
- Su Zong forma una alianza con el Kanato uigur.
- 13 de noviembre[8] – An Qingshu ordena una retirada durante el avance de las fuerzas imperiales a la capital. Se reubica en Xiangzhou.
- 17 de noviembre[6] – Recaptura de Chang'an.

758
- 30 de octubre[9][10] – Piratas árabes y persas saquean la ciudad de Cantón. Tras el ataque, el puerto es cerrado al comercio exterior hasta inicios del siglo IX.

759
- 10 de abril[11] – Asesinato de An Qingshu. Shi Shiming, antiguo compañero de An Lushan, se convierte en el líder de la revuelta en contra de los Tang.
- 9 de mayo[12] – Shi Siming se proclama emperador de Yan.
- 3 de diciembre[8] – Los Tang recapturan Chang'an y Luoyang.

760
- Masacre de Yangzhou; fuerzas rebeldes asesinan a miles de persas y árabes en Cantón.[13]

761
- 18 de abril[6] – Asesinato de Shi Shiming. Shi Chaoyi, hijo de Shi, se convierte en emperador de Yan.
- Shi Chaoyi toma Luoyang. Cada vez más tropas desertan a las fuerzas Tang.

762
- 18 de mayo[14] – Daizong de Tang es proclamado emperador.
- Invierno[15] – Daizong recaptura Luoyang por segunda vez. Shi Chaoyi logra huir a tiempo.

763
- 17 de febrero[15] – Muerte del último Yan. Shi Chaoyi es interceptado y acorralado, pero se suicida antes de ser capturado.